# Гаврилов, Игорь Александрович
Гаврилов Игорь Александрович — украинский политик. Родился 27 марта 1955 года в городе Свердловске (ныне Екатеринбург). В 1996 году окончил Львовскую коммерческую академию.
В 1976—1981 годах работал на различных должностях в Киевском политехническом институте.
В течение 1981—1986 годов — на различных должностях в Киевском научно-исследовательском институте противопожарной обороны Министерства внутренних дел СССР. В 1986—1991 годах — на различных должностях в управлении охраны при управлениях внутренних дел Киева и области.
В 1991—1992 гг. — на должности референта Международного фонда «Возрождение».
В 1992—1997 годах — на посту заместителя директора по экономике Творческого объединения «Барва», г. Киев.
В 1997 году — редактор радиотелевизионных программ акционерного общества «Магнолия-ТВ».
В 1997—1998 гг. — журналист, главный редактор программы телекомпании «Гравис», г. Киев.
Народный депутат Украины 3-го созыва с марта 1998 по апрель 2002 от Партии зеленых Украины, № 16 в списке. На время выборов: главный редактор программы телекомпании «Гравис» (город Киев), член Партии зеленых Украины (с мая 1998). Председатель подкомитета по вопросам телекоммуникаций, информационных систем и рекламы Комитета по вопросам свободы слова и информации (июль 1998 — февраль 2000), первый заместитель председателя Комитета по вопросам свободы слова и информации (с февраля 2000).
Март 2006 — кандидат в народные депутаты Украины от Партии зеленых Украины, № 37 в списке. На время выборов: временно не работал, член Партии зеленых Украины.